# Gunnbjörn Ulfsson
Gunnbjørn Ulfsson o Gunnbjørn Ulf-Krakuson (fl. X secolo) visse attorno al X secolo, è stato il primo europeo ad avvistare l'America settentrionale.
Gunnbjørn perse la rotta durante un viaggio dalla Norvegia all'Islanda. Lui e la sua ciurma avvistarono alcune isole (Scogli di Gunnbjørn) vicino alla costa della Groenlandia, e parlarono di questa scoperta. Gunnbjörn decise di non sbarcare a terra.
La Groenlandia è fisicamente e culturalmente parte dell'America settentrionale, ed è separata dall'isola di Ellesmere solo tramite un piccolo stretto, per cui rappresenta il primissimo contatto di un europeo con il Nuovo Mondo.
La data esatta di questo evento non viene riportata nelle saghe. Varie fonti citano anni che spaziano dall'876 al 932, ma si tratta di dati tutt'altro che sicuri. Probabilmente il periodo più corretto è rappresentato dall'inizio del X secolo.
La prima visita ufficiale alle isole di Gunnbjørn fu svolta da Snæbjörn Galti attorno al 978, seguito poco dopo da Erik il Rosso il quale esplorò l'isola principale costruendo anche un insediamento. Né Snaebjørn né Eric navigavano alla cieca, conoscevano bene la posizione delle isole grazie ai racconti di Gunnbjørn Ulfsson.
Numerosi luoghi attuali in Groenlandia ricordano Gunnbjørn, il più famoso dei quali è il Monte Gunnbjørn (3694 m s.l.m.).